# Esarcus fiorii
Esarcus fiorii is een keversoort uit de familie boomzwamkevers (Mycetophagidae). De wetenschappelijke naam van de soort werd in 1887 gepubliceerd door Edmund Reitter.